# Allscheid
Allscheid war eine Ortsgemeinde im Landkreis Vulkaneifel in Rheinland-Pfalz.

## Geographie
Der Ort lag in der Vulkaneifel ca. 5 km Luftlinie oder 7 Straßenkilometer östlich von Daun an der L66.

## Geschichte

### Entwicklung
Allscheid war seit seiner Gründung ein kleines Dorf, das sich mit geringem Besitz an Agrar- und Waldflächen stets im politischen Schatten Steiningens befand, das ungefähr den vierfachen Besitz hielt. Im 14. Jahrhundert befand sich das Dorf im Besitz von Grafen von Daun-Manderscheid. Vom 16. bis 19. Jahrhundert entwickelte sich das Dorf von etwa 15 zu über 70 Einwohnern. Im Jahr 1852 löste sich das Dorf durch Auswanderung schließlich auf und wurde 1853 abgerissen.
| Überlieferte Einwohnerentwicklung |           |            |
| Jahr                              | Einwohner | Wohnhäuser |
| 1557                              | ca. 15    | 3          |
| 1563                              | ca. 20    | 4          |
| 1583                              | ca. 15    |            |
| 1654                              | ca. 10    | 2          |
| 1687                              | ca. 20    |            |
| 1733                              | 48        | 6          |
| 1774                              | 48        | 10         |
| 1843                              | 73        | 10         |

Von der Ortschaft zeugt heute nur noch eine kleine, 1876 neu errichtet Kapelle und eine Info-Tafel am Wegesrand.

### Auswanderung
Der Ort war von großer Armut geprägt, die letztlich zu einer koordinierten gemeinschaftlichen Übersetzung der Einwohner mit dem Schiff Antarktis von Antwerpen nach New York endete. Da das Land damals kostbarer war als der Wohnraum, wurde das gesamte Dorf, ausgenommen der Kapelle, im Frühjahr 1853 abgerissen. Nach der Auswanderung entstanden verschiedene Gerüchte über die Einwohner – von der Behauptung, sie seien lediglich zu faul gewesen, ihren Alltag zu bewältigen, bis hin zu der Annahme, ihr Schiff sei bei der Überfahrt untergegangen, wohl um die Auswanderung anderer Gemeinden zu verhindern.